# Agnieszka Chłoń-Domińczak
Agnieszka Anna Chłoń-Domińczak (ur. 12 listopada 1973 w Warszawie) – polska ekonomistka, urzędnik państwowy, nauczycielka akademicka, doktor habilitowany nauk ekonomicznych, w latach 2004–2005 i 2008–2009 podsekretarz stanu w resortach zajmujących się polityką społeczną, prorektor Szkoły Głównej Handlowej.

## Życiorys
Ukończyła XIV Liceum Ogólnokształcące im. Stanisława Staszica w Warszawie (1993), a następnie studia na kierunku metody ilościowe i systemy informacyjne w Szkole Głównej Handlowej w Warszawie. W 2003 uzyskała stopień naukowy doktora na tej uczelni na podstawie pracy pt. Stabilność systemów emerytalnych w świetle starzenia się ludności. Habilitowała się również w SGH z zakresu nauk ekonomicznych w oparciu o rozprawę zatytułowaną Mikro i makroekonomiczne aspekty funkcjonowania i reform systemów emerytalnych w kontekście starzenia się populacji: aspekty teoretyczne i praktyczne.
W latach 1997–1999 pracowała w biurze pełnomocnika rządu ds. reformy systemów zabezpieczenia społecznego jako analityk i wicedyrektor. Od 1999 do 2002 była współpracownikiem Instytutu Badań nad Gospodarką Rynkową. Pracowała też jako konsultant m.in. Banku Światowego i OECD. Od 2002 do 2008 pełniła funkcję dyrektora departamentu w Ministerstwie Pracy i Polityki Społecznej, z przerwą w okresach od grudnia 2004 do listopada 2005 (gdy zajmowała stanowisko podsekretarza stanu w resorcie polityki społecznej) i w 2007 (gdy od stycznia do sierpnia była radcą w Ministerstwie Rozwoju Regionalnego).
8 stycznia 2008 została podsekretarzem stanu w Ministerstwie Pracy i Polityki Społecznej. 8 lipca 2009 na jej wniosek odwołano ją z tego stanowiska. Została adiunktem, a następnie profesorem uczelni w Instytucie Statystyki i Demografii SGH w Warszawie oraz w Instytucie Badań Edukacyjnych. Powołana na dyrektora tego instytutu. W 2020 objęła stanowisko prorektora SGH do spraw nauki. W 2024 pozostała na tej funkcji na kolejną kadencję.
W 2024 została również członkinią Rady Uniwersytetu Gdańskiego oraz Rady Naukowej Instytutu Badań Edukacyjnych. W tym samym roku powołana w skład rady nadzorczej Banku Pocztowego jako jej przewodnicząca.

## Wyróżnienia
W 2009 wyróżniona Nagrodą im. Andrzeja Bączkowskiego.